# Wijken en buurten in Zoeterwoude
De Nederlandse gemeente Zoeterwoude is voor statistische doeleinden onderverdeeld in wijken en buurten. De gemeente is verdeeld in de volgende statistische wijken:
- Wijk 00 Zoeterwoude (CBS-wijkcode:063800)
- Wijk 01 Hoge Rijndijk (CBS-wijkcode:063801)

Een statistische wijk kan bestaan uit meerdere buurten. Onderstaande tabel geeft de buurtindeling met kentallen volgens het Centraal Bureau voor de Statistiek (2008):
| CBS-buurtcode | Buurtnaam         | Inwonertal | Opp. totaal (ha) | Opp. land (ha) | Ligging                |
| ------------- | ----------------- | ---------- | ---------------- | -------------- | ---------------------- |
| BU06380000    | Zoeterwoude-Dorp  | 4560       | 119              | 115            | Locatie in de gemeente |
| BU06380001    | Westeinde         | 120        | 200              | 193            | Locatie in de gemeente |
| BU06380002    | Zuidbuurt         | 400        | 102              | 98             | Locatie in de gemeente |
| BU06380003    | Weipoort          | 370        | 115              | 108            | Locatie in de gemeente |
| BU06380004    | Gelderswoude      | 80         | 104              | 101            | Locatie in de gemeente |
| BU06380009    | Verspreide huizen | 100        | 1318             | 1282           | Locatie in de gemeente |
| BU06380100    | Hoge Rijndijk     | 2670       | 233              | 224            | Locatie in de gemeente |